# Edu Borges
Eduardo Salvador Rosa Oliveira Borges, detto Edu (Chaves, 27 maggio 2002), è un calciatore portoghese, difensore del Chaves.

## Carriera
Cresciuto nei settori giovanili di Chaves, Boavista e Portimonense, nel 2021 è stato tesserato dal Pedras Salgadas, formazione della terza divisione portoghese. Il 5 luglio 2022 è stato acquistato dal Chaves, compiendo di fatto un doppio salto di categoria. Il 9 ottobre successivo ha esordito in Primeira Liga, in occasione dell'incontro vinto 1-0 in trasferta contro il Braga.

## Statistiche

### Presenze e reti nei club
Statistiche aggiornate al 23 gennaio 2023.
| Stagione        | Squadra         | Campionato      | Campionato | Campionato | Coppe nazionali | Coppe nazionali | Coppe nazionali | Coppe continentali | Coppe continentali | Coppe continentali | Altre coppe | Altre coppe | Altre coppe | Totale | Totale |
| Stagione        | Squadra         | Comp            | Pres       | Reti       | Comp            | Pres            | Reti            | Comp               | Pres               | Reti               | Comp        | Pres        | Reti        | Pres   | Reti   |
| --------------- | --------------- | --------------- | ---------- | ---------- | --------------- | --------------- | --------------- | ------------------ | ------------------ | ------------------ | ----------- | ----------- | ----------- | ------ | ------ |
| 2021-2022       | Pedras Salgadas | L3              | 16         | 0          | CP              | 0               | 0               |                    | -                  | -                  |             | -           | -           | 16     | 0      |
| 2022-2023       | Chaves          | PL              | 4          | 0          | CP+CdL          | 1+0             | 0               |                    | -                  | -                  |             | -           | -           | 5      | 0      |
| Totale carriera | Totale carriera | Totale carriera | 20         | 0          |                 | 1               | 0               |                    | -                  | -                  |             | -           | -           | 21     | 0      |